# Олтон (округ Лемб, Техас)
Олтон (англ. Olton) — місто (англ. city) в США, в окрузі Лемб штату Техас. Населення — 2215 осіб (2010).

## Географія
Олтон розташований за координатами 34°10′49″ пн. ш. 102°8′13″ зх. д. / 34.18028° пн. ш. 102.13694° зх. д. (34.180199, -102.137039).  За даними Бюро перепису населення США в 2010 році місто мало площу 3,52 км², уся площа — суходіл.

## Демографія
Згідно з переписом 2010 року, у місті мешкало 2215 осіб у 750 домогосподарствах у складі 540 родин. Густота населення становила 629 осіб/км².  Було 864 помешкання (246/км²).
Расовий склад населення:
| - 64,7 % — білих - 1,7 % — корінних американців - 0,7 % — чорних або афроамериканців - 30,9 % — осіб інших рас |

До двох чи більше рас належало 2,0 %. Частка іспаномовних становила 69,5 % від усіх жителів.
За віковим діапазоном населення розподілялося таким чином: 31,5 % — особи молодші 18 років, 51,3 % — особи у віці 18—64 років, 17,2 % — особи у віці 65 років та старші. Медіана віку мешканця становила 33,3 року. На 100 осіб жіночої статі у місті припадало 97,4 чоловіків;  на 100 жінок у віці від 18 років та старших — 93,0 чоловіків також старших 18 років.
Середній дохід на одне домашнє господарство  становив 44 572 долари США (медіана — 31 522), а середній дохід на одну сім'ю — 50 765 доларів (медіана — 37 083). Медіана доходів становила 30 208 доларів для чоловіків та 23 664 долари для жінок. За межею бідності перебувало 22,4 % осіб, у тому числі 33,6 % дітей у віці до 18 років та 18,1 % осіб у віці 65 років та старших.
Цивільне працевлаштоване населення становило 782 особи. Основні галузі зайнятості: сільське господарство, лісництво, риболовля — 21,5 %, освіта, охорона здоров'я та соціальна допомога — 21,2 %, роздрібна торгівля — 13,9 %, мистецтво, розваги та відпочинок — 7,4 %.